# Nguyễn Trinh Tiếp
Nguyễn Trinh Tiếp (1924-1967) là kỹ sư vũ khí, người chủ trì nghiên cứu thiết kế và chế tạo súng SKZ (súng không giật) thời kì đầu kháng chiến chống Pháp, nguyên Viện trưởng Viện Nghiên cứu Quân giới Việt Nam, giải thưởng Hồ Chí Minh đợt 1 năm 1996.

## Tiểu sử
Ông quê ở xã Nông Trường, Triệu Sơn, tỉnh Thanh Hoá. Năm 1946, ông tốt nghiệp khoá kĩ sư công chính đầu tiên của nước Việt Nam Dân Chủ Cộng Hòa. 
- Tháng 4 năm 1947, ông là trưởng phòng xạ thuật của Nha nghiên cứu Quân giới (Cục Quân giới, Bộ Tổng Tư lệnh Quân đội nhân dân Việt Nam).
- 1948- tháng 4 năm 1949: Trưởng ban SKZ, chủ trì việc nghiên cứu, thiết kế và chế tạo thành công loại súng SKZ 60mm, đưa vào sản xuất hàng loạt, kịp thời đáp ứng nhu cầu của chiến trường; tiếp theo là một số loại SKZ cỡ 50.8mm, 80mm, 120mm.
- Năm 1950-1953, ông là Viện trưởng Viện Nghiên cứu Quân giới.
- Tháng 3-1953 - 1967, chuyển ngành sang bộ giao thông vận tải, giữ các chức vụ: Cục phó cục đường thủy kiêm giám đốc nhà máy đóng tàu Bạch Đằng; Viện Phó: Viện thiết kế thủy lợi, Viện thiết kế giao thông; Phó ban đảm bảo giao thông; Cục Phó cục quản lý đường bộ.
- Ông hi sinh khi làm nhiệm vụ tại Thanh Hoá (24-6-1967)
- Ông được nhà nước trao tặng Giải thưởng Hồ Chí Minh đợt đầu (1996) về "công trình nghiên cứu chế tạo súng SKZ".
- Kĩ sư Nguyễn Trinh Tiếp là người có đóng góp rất lớn cho ngành quân giới trong những năm kháng chiến chống Pháp và những năm đầu chống Mỹ. Sự ra đi đột ngột của ông đã để lại nhiều tiếc thương cho đồng nghiệp, gia đình về một con người tận tuỵ, hết lòng cống hiến cho dân tộc, một người con ưu tú của quê hương Thanh Hoá.

## Khen thưởng
• Giải thưởng Hồ Chí Minh đợt 1 năm 1996.
• 3 Huân Chương Lao động Hạng Nhì.

## Gia đình
Thân phụ ông Nguyễn Trinh Tiếp là Nguyễn Lợi Cấp (1867 - 1935), như vậy ông Nguyễn Trinh Tiếp và ông Nguyễn Trinh Cơ là hai anh em ruột
Ông Nguyễn Trinh Tiếp có vợ là bà Trần Thị Thanh Thủy, con gái đầu cố Phó thủ tướng Trần Hữu Dực.
Ông có hai con: Nguyễn Hồng Thanh và Nguyễn Thanh Hồng, Trưởng phòng Phòng thực thi và Giải quyết khiếu nại - Cục sở hữu trí tuệ Việt